# 迎祥街站
迎祥街站是一个成渝线上的铁路车站，位于中华人民共和国四川省内江市隆昌市龙市镇，建于1952年，由成都局集团内江车务段管理，主要办理接发列车作业及旅客乘降作业，每日有一对慢车停靠，为五等站。